# Somatidia albicoma
Somatidia albicoma är en skalbaggsart som beskrevs av Thomas Broun 1893. Somatidia albicoma ingår i släktet Somatidia och familjen långhorningar. Inga underarter finns listade i Catalogue of Life.